# 伊戈尔·斯派斯基
伊戈尔·迪米特里·斯派斯基（1926年8月2日—2024年9月3日）曾任俄罗斯红宝石设计局的总设计师。

## 生平
1949年毕业于捷尔任斯克高级海军工学院。1950年分派到第143中央设计局（现天青石设计局的前身）参与设计工作。1953年转到第18设计局（现红宝石设计局的前身）。参与了658级和658M级的设计，到了1968年，他被提升为主任工程师，1974年提拔並担任总工程师至2024年。
在他作为总工程师的这段时间，苏俄有20个潜艇设计与改装计划共187艘潜艇是由他领导设计的。其中有91艘柴电动力；96艘核动力潜艇。
斯派斯基曾2次获得列宁奖、1次十月革命奖，1次劳动先进红旗，1次获得苏联国家奖，并在1978年获得技术科学博士称号。1984年成为圣彼得堡州立海洋技术大学教授。

## 资料出处
- 网易对I·D·斯派斯基的专访 （页面存档备份，存于），网易，2004年1月8日